# 마키노촌 (오사카부)
마키노촌(일본어: 牧野村)은 일본 오사카부 기타카와치군에 있던 촌이다.  현재의 히라카타시 북부, 게이한본선 고텐야마역・마키노역 주변에 해당한다

## 역사
- 1889년 4월 1일 - 정촌제 시행에 의해 가타노군 마키노촌이 성립하였다.
- 1896년 4월 1일 - 기타카와치군이 성립하였다.
- 1935년 2월 11일 - 쇼다이촌과 합병해 도노야마정이 성립하여, 동일 마키노촌은 폐지되었다.

## 교통

### 철도
- 게이한 전기 철도
  - 게이한 본선

## 참고문헌
- 가도카와 일본 지명 대사전 27 大阪府